# Молодіжний чемпіонат світу з футболу
Кубок світу ФІФА серед молоді (Молодіжний чемпіонат світу з футболу, чемпіонат світу з футболу серед молоді; англ. FIFA U-20 World Cup) — міжнародне футбольне змагання. Чемпіонат світу проводиться керівним органом світового футболу ФІФА, і брати участь в ньому можуть молодіжні (не старше 20 років) чоловічі футбольні національні збірні всіх країн-членів ФІФА. Фінальна стадія турніру проводиться раз на 2 роки.

## Історія
Ідея створення цього турніру виникла у президента ФІФА Жоао Авеланжа після його обрання на цей пост. Пропозицію Авеланжа підтримала більшість членів ФІФА. З 140 національних федерацій за проведення молодіжної світової першості проголосувало 87 країн, проти 16 (серед них Англія, Шотландія, Німеччина, Швеція та ін.) Решта свого ставлення до турніру висловити не зуміли. Однак виникли фінансові проблеми, вирішити які допомогла американська компанія «Кока-кола», яка стала титульним спонсором турніру, і залишалася ним до 1997 року.
Молодіжні чемпіонати стали розігруватися з 1977 року з дворічним інтервалом. Перші два турніри ФІФА назвала експериментальними. Статус офіційного отримав лише турнір 1981 року, який проводився в Австралії. Однак журналісти і любителі футболу продовжують вести звіт чемпіонатів і чемпіонів з 1977 року. ФІФА не заперечує, та навіть у своїх офіційних бюлетенях, що видаються перед черговим турніром, призводить технічні дані перших двох чемпіонатів. Першим переможцем турніру в 1977 році стала збірна Радянського Союзу, яка в драматичній серії післяматчевих пенальті вирвала перемогу у збірної Мексики.
У молодіжному чемпіонаті, як і у дорослих, ведеться постійне суперництво між Європою і Південною Америкою. Після чемпіонату світу 2023 рахунок 12:10 на користь молодіжних збірних південноамериканських країн. За всю історію турніру дванадцять збірних ставали його переможцями. Більше за всіх (6 разів) чемпіонами ставали футболісти аргентинської збірної, п'ять разів трофей діставався бразильським футболістам, двічі ним володіли португальці та серби (їм додається титул Югославії), і по разу збірні СРСР, Німеччини, Іспанії, Гани, Франції, Англії, України та Уругваю.
Десятки футболістів, які брали участь у фінальній стадії молодіжного Кубка ФІФА, поповнювали потім національні збірні своїх країн, виростаючи в видатних спортсменів. Ось найвідоміші: аргентинці Бурручага, Марадона, Аймар, Савіола, Мессі, Рікельме, бразильці Таффарел, Жоржиньо, Дунга, Бебето, Ромаріо, Рональдіньо, португальці Жоао Пінту, Фігу, Руй Кошта, іспанці Андоні Гойкоечеа і Ікер Касільяс, голландці Ван Бастен і Робен, ганці Самуель Куффур і Майкл Есьєн, французи Тьєррі Анрі і Давід Трезеге, парагваєць Хосе Луїс Чилаверт, хорват Давор Шукер, уругваєць Франческолі, такі радянські та російські футболісти як Безсонов, Хідіятуллін, Заваров, Протасов, Саленко, Тетрадзе та багато інших.

## Кваліфікація
Команда-господар кваліфікується автоматично, решта учасників кваліфікуються по континентальних конфедераціях.
| Конфедерація                | Чемпіонат                                                     |
| --------------------------- | ------------------------------------------------------------- |
| АФК (Азія)                  | Юнацький (U-19) кубок Азії з футболу                          |
| КАФ (Африка)                | Юнацький (U-20) чемпіонат Африки з футболу                    |
| КОНКАКАФ (Північна Америка) | Молодіжний чемпіонат КОНКАКАФ з футболу                       |
| КОНМЕБОЛ (Південна Америка) | Чемпіонат Південної Америки з футболу серед молодіжних команд |
| ОФК (Океанія)               | Молодіжний чемпіонат ОФК                                      |
| УЄФА (Європа)               | Юнацький чемпіонат Європи з футболу (U-19)                    |

## Переможці і призери
| Рік            | Місце проведення  |                                   | Фінал                             | Фінал                             | Фінал                             |                                   | Матч за третє місце               | Матч за третє місце               | Матч за третє місце               |
| Рік            | Місце проведення  | Переможець                        | Рахунок                           | 2 місце                           | 3 місце                           | Рахунок                           | 4 місце                           |                                   |                                   |
| -------------- | ----------------- | --------------------------------- | --------------------------------- | --------------------------------- | --------------------------------- | --------------------------------- | --------------------------------- | --------------------------------- | --------------------------------- |
| 1977 Подробиці | Туніс             |                                   | СРСР                              | 2 – 2 пен. 9 – 8                  | Мексика                           |                                   | Бразилія                          | 4 – 0                             | Уругвай                           |
| 1979 Подробиці | Японія            | Аргентина                         | 3 – 1                             | СРСР                              | Уругвай                           | 1 – 1 пен. 5 – 3                  | Польща                            |                                   |                                   |
| 1981 Подробиці | Австралія         | Німеччина                         | 4 – 0                             | Катар                             | Румунія                           | 1 – 0                             | Англія                            |                                   |                                   |
| 1983 Подробиці | Мексика           | Бразилія                          | 1 – 0                             | Аргентина                         | Польща                            | 2 – 1 дод. час                    | Південна Корея                    |                                   |                                   |
| 1985 Подробиці | СРСР              | Бразилія                          | 1 – 0 дод. час                    | Іспанія                           | Нігерія                           | 0 – 0 пен. 3 – 1                  | СРСР                              |                                   |                                   |
| 1987 Подробиці | Чилі              | Югославія                         | 1 – 1 пен. 5 – 4                  | ФРН                               | НДР                               | 2 – 2 пен. 3 – 1                  | Чилі                              |                                   |                                   |
| 1989 Подробиці | Саудівська Аравія | Португалія                        | 2 – 0                             | Нігерія                           | Бразилія                          | 2 – 0                             | США                               |                                   |                                   |
| 1991 Подробиці | Португалія        | Португалія                        | 0 – 0 пен. 4 – 2                  | Бразилія                          | СРСР                              | 1 – 1 пен. 5 – 4                  | Австралія                         |                                   |                                   |
| 1993 Подробиці | Австралія         | Бразилія                          | 2 – 1                             | Гана                              | Англія                            | 2 – 1                             | Австралія                         |                                   |                                   |
| 1995 Подробиці | Катар             | Аргентина                         | 2 – 0                             | Бразилія                          | Португалія                        | 3 – 2                             | Іспанія                           |                                   |                                   |
| 1997 Подробиці | Малайзія          | Аргентина                         | 2 – 1                             | Уругвай                           | Ірландія                          | 2 – 1                             | Гана                              |                                   |                                   |
| 1999 Подробиці | Нігерія           | Іспанія                           | 4 – 0                             | Японія                            | Малі                              | 1 – 0                             | Уругвай                           |                                   |                                   |
| 2001 Подробиці | Аргентина         | Аргентина                         | 3 – 0                             | Гана                              | Єгипет                            | 1 – 0                             | Парагвай                          |                                   |                                   |
| 2003 Подробиці | ОАЕ               | Бразилія                          | 1 – 0                             | Іспанія                           | Колумбія                          | 2 – 1                             | Аргентина                         |                                   |                                   |
| 2005 Подробиці | Нідерланди        | Аргентина                         | 2 – 1                             | Нігерія                           | Бразилія                          | 2 – 1                             | Марокко                           |                                   |                                   |
| 2007 Подробиці | Канада            | Аргентина                         | 2 – 1                             | Швейцарія                         | Чилі                              | 1 – 0                             | Австрія                           |                                   |                                   |
| 2009 Подробиці | Єгипет            | Гана                              | 0 – 0 пен. 4 – 3                  | Бразилія                          | Угорщина                          | 1 – 1 пен. 2 – 0                  | Коста-Рика                        |                                   |                                   |
| 2011 Подробиці | Колумбія          | Бразилія                          | 3 – 2 дод. час                    | Португалія                        | Мексика                           | 3 – 1                             | Франція                           |                                   |                                   |
| 2013 Подробиці | Туреччина         | Франція                           | 0 – 0 пен. 4 – 1                  | Уругвай                           | Гана                              | 3 – 0                             | Ірак                              |                                   |                                   |
| 2015 Подробиці | Нова Зеландія     | Сербія                            | 2 – 1 дод. час                    | Бразилія                          | Малі                              | 3 – 1                             | Сенегал                           |                                   |                                   |
| 2017 Подробиці | Південна Корея    | Англія                            | 1 – 0                             | Венесуела                         | Італія                            | 0 – 0 пен. 4 – 1                  | Уругвай                           |                                   |                                   |
| 2019 Подробиці | Польща            | Україна                           | 3 – 1                             | Південна Корея                    | Еквадор                           | 1 – 0 дод. час                    | Італія                            |                                   |                                   |
| 2021           | Індонезія         | Скасовано через пандемію COVID-19 | Скасовано через пандемію COVID-19 | Скасовано через пандемію COVID-19 | Скасовано через пандемію COVID-19 | Скасовано через пандемію COVID-19 | Скасовано через пандемію COVID-19 | Скасовано через пандемію COVID-19 | Скасовано через пандемію COVID-19 |
| 2023 Подробиці | Аргентина         |                                   | Уругвай                           | 1 – 0                             | Італія                            |                                   | Ізраїль                           | 3 – 1                             | Південна Корея                    |
| 2025 Подробиці | Чилі              |                                   |                                   |                                   |                                   |                                   |                                   |                                   |                                   |

## Зведена таблиця
| Збірна         | Чемпіон                                | 2 місце                    | 3 місце              | 4 місце              |
| -------------- | -------------------------------------- | -------------------------- | -------------------- | -------------------- |
| Аргентина      | 6 (1979, 1995, 1997, 2001, 2005, 2007) | 1 (1983)                   |                      | 1 (2003)             |
| Бразилія       | 5 (1983, 1985, 1993, 2003, 2011)       | 4 (1991, 1995, 2009, 2015) | 3 (1977, 1989, 2005) |                      |
| Португалія     | 2 (1989, 1991)                         | 1 (2011)                   | 1 (1995)             |                      |
| Сербія         | 2 (1987, 2015)                         |                            |                      |                      |
| Уругвай        | 1 (2023)                               | 2 (1997, 2013)             | 1 (1979)             | 3 (1977, 1999, 2017) |
| Гана           | 1 (2009)                               | 2 (1993, 2001)             | 1 (2013)             | 1 (1997)             |
| Іспанія        | 1 (1999)                               | 2 (1985, 2003)             |                      | 1 (1995)             |
| СРСР           | 1 (1977)                               | 1 (1979)                   | 1 (1991)             | 1 (1985)             |
| Німеччина      | 1 (1981)                               | 1 (1987)                   | 1 (1987)             |                      |
| Англія         | 1 (2017)                               |                            | 1 (1993)             | 1 (1981)             |
| Франція        | 1 (2013)                               |                            |                      | 1 (2011)             |
| Україна        | 1 (2019)                               |                            |                      |                      |
| Нігерія        |                                        | 2 (1989, 2005)             | 1 (1985)             |                      |
| Італія         |                                        | 1 (2023)                   | 1 (2017)             | 1 (2019)             |
| Мексика        |                                        | 1 (1977)                   | 1 (2011)             |                      |
| Південна Корея |                                        | 1 (2019)                   |                      | 2 (1983, 2023)       |
| Катар          |                                        | 1 (1981)                   |                      |                      |
| Японія         |                                        | 1 (1999)                   |                      |                      |
| Чехія          |                                        | 1 (2007)                   |                      |                      |
| Венесуела      |                                        | 1 (2017)                   |                      |                      |
| Малі           |                                        |                            | 2 (1999, 2015)       |                      |
| Польща         |                                        |                            | 1 (1983)             | 1 (1979)             |
| Чилі           |                                        |                            | 1 (2007)             | 1 (1987)             |
| Румунія        |                                        |                            | 1 (1981)             |                      |
| Ірландія       |                                        |                            | 1 (1997)             |                      |
| Єгипет         |                                        |                            | 1 (2001)             |                      |
| Колумбія       |                                        |                            | 1 (2003)             |                      |
| Угорщина       |                                        |                            | 1 (2009)             |                      |
| Еквадор        |                                        |                            | 1 (2019)             |                      |
| Ізраїль        |                                        |                            | 1 (2023)             |                      |
| Австралія      |                                        |                            |                      | 2 (1991, 1993)       |
| США            |                                        |                            |                      | 1 (1989)             |
| Парагвай       |                                        |                            |                      | 1 (2001)             |
| Марокко        |                                        |                            |                      | 1 (2005)             |
| Австрія        |                                        |                            |                      | 1 (2007)             |
| Коста-Рика     |                                        |                            |                      | 1 (2009)             |
| Ірак           |                                        |                            |                      | 1 (2013)             |
| Сенегал        |                                        |                            |                      | 1 (2015)             |

1. ↑  Також включає результати збірної  Югославія
2. ↑  Також включає результати збірної  НДР

## Нагороди

### Золотий м'яч
Золотий м'яч Adidas присуджується гравцеві, який показав найкращу гру під час турніру. Обирається журналістами акредитованими на чемпіонаті світу шляхом опитування. З 2007 року гравці, що посіли друге та третє місця отримували відповідно срібний та бронзовий м'яч.
| Турнір | Золотий м'яч             | Срібний м'яч            | Бронзовий м'яч           | Примітки |
| ------ | ------------------------ | ----------------------- | ------------------------ | -------- |
| 1977   | Володимир Безсонов       | Жуніор Бразиліа         | Клебер Гонсалвіш де Ліма | [ 2 ]    |
| 1979   | Дієго Марадона           | Хуліо Сезар Ромеро      | Рамон Діас               | [ 3 ]    |
| 1981   | Ромулус Габор            | Міхаель Цорк            | Роланд Вольфарт          | [ 4 ]    |
| 1983   | Жеовані Сільва           | Роберто Сарате          | Луїс Іслас               | [ 5 ]    |
| 1985   | Сілас                    | Жерсон да Сільва        | Хуан Карлос Унсуе        | [ 6 ]    |
| 1987   | Роберт Просинечки        | Звонимир Бобан          | Марсель Вітечек          | [ 7 ]    |
| 1989   | Бісмарк                  | Кейсі Келлер            | Крістофер Нвосу          | [ 8 ]    |
| 1991   | Еміліу Пейше             | Джоване Елбер           | Паулу Торрес             | [ 9 ]    |
| 1993   | Адріано Жерлін да Сільва |                         |                          | [ 10 ]   |
| 1995   | Кайо Рібейро             | Даніел да Круз Карвалью | Хоакін Ірігойчіа         | [ 11 ]   |
| 1997   | Ніколас Олівера          | Марсело Салаєта         | Пабло Аймар              | [ 12 ]   |
| 1999   | Сейду Кейта              | Піус Ікедія             | Пабло Коуньйхо           | [ 13 ]   |
| 2001   | Хав'єр Савіола           | Андрес Д’Алессандро     | Джибріль Сіссе           | [ 14 ]   |
| 2003   | Ісмаїл Матар             | Дуду                    | Даніел Алвес             | [ 15 ]   |
| 2005   | Ліонель Мессі            | Джон Обі Мікел          | Тає Тайво                | [ 16 ]   |
| 2007   | Серхіо Агуеро            | Максі Моралес           | Джовані дос Сантос       | [ 17 ]   |
| 2009   | Домінік Адія             | Алекс Тейшейра          | Жуліану                  | [ 18 ]   |
| 2011   | Енріке Альмейда          | Нелсон Олівейра         | Хорхе Енрікес            | [ 19 ]   |
| 2013   | Поль Погба               | Ніколас Лопес           | Кліффорд Абоаге          | [ 20 ]   |
| 2015   | Адама Траоре             | Даніло Барбоза          | Сергій Милинкович-Савич  | [ 21 ]   |
| 2017   | Домінік Соланке          | Федеріко Вальверде      | Янхель Еррера            | [ 22 ]   |
| 2019   | Лі Кан Ін                | Сергій Булеца           | Гонсало Плата            | [ 23 ]   |
| 2023   | Чезаре Казадеї           | Алан Маттурро           | Лі Син Вон               |          |

### Золотий бутс
| Турнір | Золота бутса            | Голів | Срібна бутса      | Голів | Бронзова бутса          | Голів | Примітки |
| ------ | ----------------------- | ----- | ----------------- | ----- | ----------------------- | ----- | -------- |
| 1977   | Агіналдо Роберто Галлон | 4     | Хуссейн Саїд      | 3     | Луїс Пласенсія          | 3     | [ 2 ]    |
| 1979   | Рамон Діас              | 8     | Дієго Марадона    | 6     | Анджей Палаш            | 5     | [ 3 ]    |
| 1981   | Марк Куссас             | 4     | Тахір Абузейд     | 4     | Ральф Лозе              | 4     | [ 4 ]    |
| 1983   | Жеовані                 | 6     | Йоахім Клеменц    | 5     | Хорхе Луїс Габрич       | 4     | [ 5 ]    |
| 1985   | Себастьян Лосада        | 3     | Фернандо Гомес    | 3     | Одіака Мондей           | 3     | [ 6 ]    |
| 1987   | Марсель Вітечек         | 7     | Давор Шукер       | 6     | Каміло Піно             | 5     | [ 7 ]    |
| 1989   | Олег Саленко            | 5     | Марсело Енріке    | 3     | Крістофер Охен          | 3     | [ 8 ]    |
| 1991   | Сергій Щербаков         | 5     | Ісмаель Урсаїс    | 4     | Педро Пінеда            | 4     | [ 9 ]    |
| 1993   | Генрі Самбрано          | 3     | Кріс Факларіс     | 3     | Вісенте Ньєто           | 3     | [ 10 ]   |
| 1995   | Хосеба Ечеберрія        | 7     | Кайо              | 5     | Даніел да Круз Карвалью | 4     | [ 11 ]   |
| 1997   | Адаїлтон                | 10    | Давід Трезеге     | 5     | Костас Салапасідіс      | 4     | [ 12 ]   |
| 1999   | Пабло Куньяго           | 5     | Махамаду Дісса    | 5     | Тейлор Твеллмен         | 4     | [ 13 ]   |
| 2001   | Хав'єр Савіола          | 11    | Адріано           | 6     | Джибріль Сіссе          | 6     | [ 14 ]   |
| 2003   | Едді Джонсон            | 4     | Дайсуке Саката    | 4     | Фернандо Кавенагі       | 4     | [ 15 ]   |
| 2005   | Ліонель Мессі           | 6     | Фернандо Льоренте | 5     | Олександр Алієв         | 5     | [ 16 ]   |
| 2007   | Серхіо Агуеро           | 6     | Адріан            | 5     | Максі Моралес           | 4     | [ 17 ]   |
| 2009   | Домінік Адія            | 8     | Володимир Коман   | 5     | Аарон Ньїгес            | 4     | [ 18 ]   |
| 2011   | Енріке Алмейда          | 5     | Альваро Васкес    | 5     | Александр Ляказетт      | 5     | [ 19 ]   |
| 2013   | Ебенезер Ассіфуа        | 6     | Брума             | 5     | Хесе Родрігес           | 5     | [ 20 ]   |
| 2015   | Віктор Коваленко        | 5     | Бенце Мерво       | 5     | Марк Штендера           | 4     | [ 21 ]   |
| 2017   | Ріккардо Орсоліні       | 5     | Джош Сарджент     | 4     | Жан-Кевін Огюстен       | 4     | [ 22 ]   |
| 2019   | Ерлінг Голанн           | 9     | Данило Сікан      | 4     | Амаду Санья             | 4     | [ 23 ]   |
| 2023   | Чезаре Казадеї          | 7     | Маркос Леонардо   | 5     | Оскар Кортес            | 4     |          |

### Золота рукавиця
| Турнір | Золота рукавиця    | Примітки |
| ------ | ------------------ | -------- |
| 2009   | Естебан Альварадо  | [ 18 ]   |
| 2011   | Міка               | [ 19 ]   |
| 2013   | Гільєрмо Де Аморес | [ 20 ]   |
| 2015   | Предраг Райкович   | [ 21 ]   |
| 2017   | Фредді Вудман      | [ 22 ]   |
| 2019   | Андрій Лунін       | [ 23 ]   |
| 2023   | Себастьяно Депланш |          |

### ФІФА Фейр-Плей
| Турнір | ФІФА Фейр-Плей | Примітки |
| ------ | -------------- | -------- |
| 1977   | Бразилія       | [ 2 ]    |
| 1979   | Польща         | [ 3 ]    |
| 1981   | Австралія      | [ 4 ]    |
| 1983   | Південна Корея | [ 5 ]    |
| 1985   | Колумбія       | [ 6 ]    |
| 1987   | ФРН            | [ 7 ]    |
| 1989   | США            | [ 8 ]    |
| 1991   | СРСР           | [ 9 ]    |
| 1993   | Англія         | [ 10 ]   |
| 1995   | Японія         | [ 11 ]   |
| 1997   | Аргентина      | [ 12 ]   |
| 1999   | Хорватія       | [ 13 ]   |
| 2001   | Аргентина      | [ 14 ]   |
| 2003   | Колумбія       | [ 15 ]   |
| 2005   | Колумбія       | [ 16 ]   |
| 2007   | Японія         | [ 17 ]   |
| 2009   | Бразилія       | [ 18 ]   |
| 2011   | Нігерія        | [ 19 ]   |
| 2013   | Іспанія        | [ 20 ]   |
| 2015   | Україна        | [ 21 ]   |
| 2017   | Мексика        | [ 22 ]   |
| 2019   | Японія         | [ 23 ]   |
| 2023   | США            |          |